# Paris-Nice 1966
Paris-Nice 1966 est la 24e édition de la course cycliste Paris-Nice. La course a lieu entre le 8 et le 15 mars 1966. La victoire revient au coureur français Jacques Anquetil, de l'équipe Ford France, devant Raymond Poulidor (Mercier-BP) et Vittorio Adorni (Salvarani).
Le duel Anquetil-Poulidor atteint son paroxysme. Anquetil devancé par Poulidor de trente-six secondes avant la dernière étape joue son va-tout et l'emporte. L'exploit est terni toutefois par les agissements des équipiers d'Anquetil.

## Participants
Dans cette édition de Paris-Nice, 80 coureurs participent divisés en 10 équipes : Ford France, Molteni, Mercier-BP, Pelforth-Sauvage-Lejeune, Peugeot-BP-Michelin, Televizier, Salvarani, Solo-Superia, Kamome-Dilecta et Grammont-Tigra. L'épreuve est terminée par 44 coureurs.

## Étapes
L'épreuve se dispute en huit étapes dont les 2e et 6e comprennent deux demi-étapes (respectivement 2a et 2b, et 6a et 6b).
| Étapes                | Date    | Villes étapes                  | Km       | Vainqueur d'étape   | Leader du classement général |
| --------------------- | ------- | ------------------------------ | -------- | ------------------- | ---------------------------- |
| 1re étape             | 8 mars  | Montereau-Auxerre              | 143,2 km | Adriano Durante     | Adriano Durante              |
| 2e étape, 1er secteur | 9 mars  | Avallon-Montceau-les-Mines     | 141 km   | Vittorio Adorni     | Eddy Merckx                  |
| 2e étape, 2e secteur  | 9 mars  | Montceau-les-Mines-Mâcon       | 66,5 km  | Jean-Claude Annaert | Roger Pingeon                |
| 3e étape              | 10 mars | Mâcon-Saint-Étienne            | 175 km   | Rudi Altig          | Roger Pingeon                |
| 4e étape              | 11 mars | Saint-Étienne-Bagnols-sur-Cèze | 205 km   | Rik Van Looy        | Désiré Letort                |
| 5e étape              | 12 mars | Bagnols-sur-Cèze-Marignane     | 157 km   | Albertus Geldermans | Désiré Letort                |
| 6e étape, 1er secteur | 13 mars | Bastia-Bastia                  | 67 km    | Luciano Armani      | Désiré Letort                |
| 6e étape, 2e secteur  | 13 mars | Casta-L'Île-Rousse (clm)       | 35,7 km  | Raymond Poulidor    | Raymond Poulidor             |
| 7e étape              | 14 mars | L'Île-Rousse-Ajaccio           | 155 km   | Michele Dancelli    | Raymond Poulidor             |
| 8e étape              | 15 mars | Antibes-Nice                   | 146 km   | Jacques Anquetil    | Jacques Anquetil             |

## Résultats des étapes

### 1reétape
8-03-1966. Montereau-Auxerre, 143,2 km.
|   | Cycliste         | Équipe              | Temps           |
| - | ---------------- | ------------------- | --------------- |
| 1 | Adriano Durante  | Salvarani           | 3 h 36 min 37 s |
| 2 | Michele Dancelli | Molteni             | m.t.            |
| 3 | Eddy Merckx      | Peugeot-BP-Michelin | m.t.            |

### 2eétape,1ersecteur
9-03-1966. Avallon-Montceau-les-Mines 141 km.
|   | Cycliste        | Équipe       | Temps           |
| - | --------------- | ------------ | --------------- |
| 1 | Vittorio Adorni | Salvarani    | 3 h 53 min 54 s |
| 2 | Rik Van Looy    | Solo-Superia | m.t.            |
| 3 | Arie den Hartog | Ford France  | m.t.            |

### 2eétape,2esecteur
9-03-1966. Montceau-les-Mines-Mâcon 66,5 km.
|   | Cycliste            | Équipe              | Temps           |
| - | ------------------- | ------------------- | --------------- |
| 1 | Jean-Claude Annaert | Ford France         | 1 h 50 min 36 s |
| 2 | Paul Gutty          | Grammont-Tigra      | m.t.            |
| 3 | Roger Pingeon       | Peugeot-BP-Michelin | m.t.            |

### 3eétape
10-03-1966. Mâcon-Saint-Étienne, 175 km.
|   | Cycliste         | Équipe      | Temps           |
| - | ---------------- | ----------- | --------------- |
| 1 | Rudi Altig       | Molteni     | 4 h 18 min 32 s |
| 2 | Jacques Anquetil | Ford France | + 3 s           |
| 3 | Luciano Armani   | Salvarani   | m.t.            |

### 4eétape
11-03-1966. Saint-Étienne-Bagnols-sur-Cèze, 205 km.
|   | Cycliste              | Équipe              | Temps           |
| - | --------------------- | ------------------- | --------------- |
| 1 | Rik Van Looy          | Solo-Superia        | 4 h 49 min 10 s |
| 2 | Bernard Vandekerkhove | Ford France         | + 1 s           |
| 3 | Désiré Letort         | Peugeot-BP-Michelin | + 4 s           |

### 5eétape
12-03-1966. Bagnols-sur-Cèze-Marignane, 157 km.
|   | Cycliste            | Équipe       | Temps           |
| - | ------------------- | ------------ | --------------- |
| 1 | Albertus Geldermans | Molteni      | 3 h 45 min 57 s |
| 2 | Rik Van Looy        | Solo-Superia | + 52 s          |
| 3 | Vittorio Adorni     | Salvarani    | m.t.            |

### 6eétape,1ersecteur
13-03-1966. Bastia-Bastia, 67 km.
|   | Cycliste        | Équipe      | Temps           |
| - | --------------- | ----------- | --------------- |
| 1 | Luciano Armani  | Salvarani   | 2 h 01 min 57 s |
| 2 | Rudi Altig      | Molteni     | + 1 min 11 s    |
| 3 | Arie den Hartog | Ford France | m.t.            |

### 6eétape,2esecteur
13-03-1966. Casta-L'Île-Rousse, 35,7 km (clm).
|   | Cycliste         | Équipe      | Temps        |
| - | ---------------- | ----------- | ------------ |
| 1 | Raymond Poulidor | Mercier-BP  | 49 min 15 s  |
| 2 | Jacques Anquetil | Ford France | + 36 s       |
| 3 | Vittorio Adorni  | Salvarani   | + 1 min 17 s |

### 7eétape
14-03-1966. L'Île-Rousse-Ajaccio, 155 km.
|   | Cycliste          | Équipe    | Temps           |
| - | ----------------- | --------- | --------------- |
| 1 | Michele Dancelli  | Molteni   | 4 h 36 min 45 s |
| 2 | Arnaldo Pambianco | Salvarani | + 19 s          |
| 3 | Luciano Armani    | Salvarani | + 38 s          |

### 8eétape
15-03-1966. Antibes-Nice, 167 km.
Anquetil attaque en permanence Poulidor dans la montée de Tourette et parvient à se présenter seul à l'arrivée pour remporter l'étape et son cinquième et dernier Paris-Nice.
|   | Cycliste         | Équipe              | Temps           |
| - | ---------------- | ------------------- | --------------- |
| 1 | Jacques Anquetil | Ford France         | 4 h 12 min 41 s |
| 2 | Winfried Boelke  | Peugeot-BP-Michelin | + 1 min 17 s    |
| 3 | Huub Zilverberg  | Televizier          | + 1 min 20 s    |

## Classements finals

### Classement général
|    | Cycliste          | Équipe                   | Temps            |
| -- | ----------------- | ------------------------ | ---------------- |
| 1  | Jacques Anquetil  | Ford France              | 34 h 02 min 01 s |
| 2  | Raymond Poulidor  | Mercier-BP               | + 48 s           |
| 3  | Vittorio Adorni   | Salvarani                | + 1 min 47 s     |
| 4  | Eddy Merckx       | Peugeot-BP-Michelin      | + 2 min 03 s     |
| 5  | Arie den Hartog   | Ford France              | + 2 min 41 s     |
| 6  | Rudi Altig        | Molteni                  | + 3 min 10 s     |
| 7  | Paul Gutty        | Grammont-Tigra           | + 3 min 46 s     |
| 8  | Désiré Letort     | Peugeot-BP-Michelin      | + 4 min 32 s     |
| 9  | Roger Milliot     | Pelforth-Sauvage-Lejeune | + 4 min 52 s     |
| 10 | Arnaldo Pambianco | Salvarani                | + 6 min 28 s     |